# Філідор-лісовик бурочеревий
Філідо́р-лісови́к бурочеревий (Automolus infuscatus) — вид горобцеподібних птахів родини горнерових (Furnariidae). Мешкає в Амазонії.

## Підвиди
Виділяють чотири підвиди:
- A. i. infuscatus (Sclater, PL, 1856) — південно-східна Колумбія (на південь від Мети і Ґуайнії), схід Еквадору і Перу і північ Болівії;
- A. i. badius Zimmer, JT, 1935 — східна Колумбія (Вічада), південна Венесуела (Амасонас, західний Болівар) і північно-західна Бразилія (на північ від Амазонки, на схід до Ріу-Неґру);
- A. i. cervicalis (Sclater, PL, 1889) — східна Венесуела (східний Болівар), Гвіана і північна Бразилія (на північ від Амазонки, від Ріу-Неґру до Амапи);
- A. i. purusianus Todd, 1948 — західна Бразилія (на південь від Амазонки, на схід до Мадейри).

Паранський філідор раніше вважався конспецифічним з бурочеревим філідором-лісовиком.

## Поширення і екологія
Бурочереві філідори-лісовики мешкають у Венесуелі, Колумбії, Еквадорі, Перу, Болівії, Бразилії, Гаяні, Французькій Гвіані і Суринамі. Вони живуть в підліску вологих рівнинних і заболочених тропічних лісів. Зустрічаються на висоті до 800 м над рівнем моря.